# Acipimox
L' acipimox  è un farmaco che si utilizza in caso di specifiche iperlipidemie (tipo IIb e IV).

## Caratteristiche
L'acipimox è un derivato niacinico usato come agente ipolipidemizzante. È usato a basso dosaggio e può avere effetti collaterali meno marcati dell'acido nicotinico, sebbene non sia ancora chiaro se la dose raccomandata sia efficace quanto una dose standard di acido nicotinico. L'acipimox inibisce la produzione di trigliceridi a livello epatico e la secrezione di VLDL, che porta indirettamente ad una modesta riduzione di LDL e ad un aumento di HDL. La somministrazione a lungo-termine è associata ad una riduzione della mortalità, ma gli effetti collaterali ne limitano l'uso clinico.

## Effetti collaterali
Gli effetti collaterali sono simili a quelli dell'acido nicotinico e prevedono arrossamenti (flushing), palpitazioni, e disturbi gastrointestinali.  L'arrossamento può essere ridotto con l'assunzione di acido acetilsalicilico 20-30 minuti prima dell'acipimox. Alti dosaggi possono causare disordini della funzionalità epatica, insulinoresistenza e gotta.

## Controindicazioni
Sconsigliato in soggetti con insufficienza renale.

## Dosaggi
- 500–750 mg diviso in più dosi

## Effetti indesiderati
Fra gli effetti collaterali più frequenti si riscontrano  vampate, eritema, diarrea, orticaria, nausea, rash cutaneo.